# Indien i olympiska sommarspelen 1980
Indien deltog i de olympiska sommarspelen 1980 med en trupp bestående av 72 deltagare, 56 män och 16 kvinnor, vilka deltog i 30 tävlingar i åtta sporter. Herrlaget i landhockey tog ett guld vilket var landets enda medalj.

## Basket
Herrar
Gruppspel
| Lag             | Poäng | Vinster | Förluster | PF  | PA  | PD   |
| --------------- | ----- | ------- | --------- | --- | --- | ---- |
| Sovjetunionen   | 6     | 3       | 0         | 321 | 235 | +86  |
| Brasilien       | 5     | 2       | 1         | 297 | 235 | +62  |
| Tjeckoslovakien | 4     | 1       | 2         | 285 | 236 | +49  |
| Indien          | 3     | 0       | 3         | 194 | 391 | -197 |

## Boxning
Lätt flugvikt
- Thapa Birender Singh
  1. Första omgången — Förlorade mot Dietmar Geilich (Östtyskland) på poäng (2-3)

Flugvikt
- Amala Dass
  1. Första omgången — Förlorade mot Yo Ryon-Sik (Nordkorea) på poäng (0-5)

Bantamvikt
- Ganapathy Manoharan
  1. Första omgången — Bye
  2. Andra omgången — Besegrade Samba Jacob Diallo (Guinea) på poäng (4-1)
  3. Tredje omgången — Förlorade mot Geraldi Issaick (Tanzania) efter att domaren stoppade matchen i tredje omgången

## Friidrott
Herrarnas 200 meter
- Subramanian Perumal
  - Heat — 22,39 (→ gick inte vidare)

Herrarnas 800 meter
- Sriram Singh
  - Heat — 1:49,8
  - Semifinal — 1:49,0 (→ gick inte vidare)

Herrarnas 1 500 meter
- Sant Kumar
  - Heat — 3:55,6 (→ gick inte vidare)

Herrarnas 10 000 meter
- Hari Chand
  - Heat — 29:45,8 (→ gick inte vidare)

Herrarnas maraton
- Hari Chand
  - Final — 2:22:08 (→ 31:a plats)

- Shivnath Singh
  - Final — fullföljde inte (→ ingen notering)

Herrarnas kulstötning
- Bahadur Singh Chauhan
  - Kval — 17,05 m (→ gick inte vidare, 15:e plats)

Herrarnas 20 km gång
- Ranjit Singh
  - Final — 1:38:27,2 (→ 18:e plats)

Damernas 100 meter
- P, T, Usha
  - Heat — 12,27 (→ gick inte vidare)

Damernas 800 meter
- Geeta Zutshi
  - Heat — 2:06,6 (→ gick inte vidare)

Damernas 1 500 meter
- Geeta Zutshi
  - Heat — startade inte (→ gick inte vidare)

## Landhockey

### Damernas turnering
- Laguppställning:

Margaret Toscano
Sudha Chaudhry
Gangotri Bhandari
Rekha Mundphan
Rup Kumari Saini
Varsha Soni
Eliza Nelson
Prem Maya Sonir
Nazleen Madraswalla
Selma d'Silva
Lorraine Fernandes
Harpreet Gill
Balwinder Kaur Bhatia
Geeta Sareen
Nisha Sharma
- Resultat:

| Lag             | S | V | O | F | GM | IM | MS  | P |
| --------------- | - | - | - | - | -- | -- | --- | - |
| Zimbabwe        | 5 | 3 | 2 | 0 | 13 | 4  | +9  | 8 |
| Tjeckoslovakien | 5 | 3 | 1 | 1 | 10 | 5  | +5  | 7 |
| Sovjetunionen   | 5 | 3 | 0 | 2 | 11 | 5  | +6  | 6 |
| Indien          | 5 | 2 | 1 | 2 | 9  | 6  | +3  | 5 |
| Österrike       | 5 | 2 | 0 | 3 | 6  | 11 | −5  | 4 |
| Polen           | 5 | 0 | 0 | 5 | 0  | 18 | −18 | 0 |

### Herrarnas turnering
- Laguppställning:

Vasudevan Baskaran
Bir Bhadur Chettri
Sylvanus Dung Dung
Merwyn Fernandes
Zafar Iqbal
Maharaj Krishan Kaushik
Charanjit Kumar
Sommayya Maneypande
Allan Schofield
Mohamed Shahid
Davinder Singh
Gurmail Singh
Amarjit Singh Rana
Rajinder Singh
Ravinder Pal Singh
Surinder Singh Sodhi
- Gruppspel:

| Lag           | S | V | O | F | GM | IM | MS  | P |
| ------------- | - | - | - | - | -- | -- | --- | - |
| Spanien       | 5 | 4 | 1 | 0 | 33 | 3  | +30 | 9 |
| Indien        | 5 | 3 | 2 | 0 | 39 | 6  | +33 | 8 |
| Sovjetunionen | 5 | 3 | 0 | 2 | 30 | 11 | +19 | 6 |
| Polen         | 5 | 2 | 1 | 2 | 19 | 15 | +4  | 5 |
| Kuba          | 5 | 1 | 0 | 4 | 7  | 42 | −35 | 2 |
| Tanzania      | 5 | 0 | 0 | 5 | 3  | 54 | −51 | 0 |

- Final:

|       | 26 juli 1980 | Indien | 4 – 3 | Spanien |  |  |
| 18:30 |              |        |       |         |  |  |
|       |              |        |       |         |  |  |
|       |              |        |       |         |  |  |